# Ardijejci
Ardijejci ali Ardiejci, (latinsko Vardiaei; starogrško Ἀρδιαῖοι, Οὐαρδαῖοι), so bili ilirsko pleme, ki je svojo moč krepilo z gusarjenjem po Jadranu. V 3. stoletju pr. n. št. so kraljevali močni ilirski državi s središčem v Rizonu in nato v Skadru, vendar so jih leta 229 pr. n. št. porazili Rimljani. 

## Starejše omembe Ardijejcev
Polibij (203 pr. n. št.–120 pr. n. št.) opisuje njihov poraz pred Rimljani okrog leta 229 pr. n. št. Apijan (95–165 n. št.) opisuje njihov poraz v boju z Autarijati in njihovo pomorsko moč. Livij omenja, da jih je premagal konzul Fulvius Flaccus.

## Ardijejsko zemljepisno območje
Prvotna ardijejska domovina se je nahajala nekoliko v notranjost zahodnega Balkana, v porečju reke Neretve, jugozahodno od Autarijatov. Ko se zaradi pritiska Keltov okrog 380 pr. n. št. naselili na levo stran Neretve, so se zapletli v spopad z Autarijati, v katerem so bili poraženi, potem pa so se naselili na jadranski obali, kjer so nato bivali od spodnjega toka Neretve pa vse do Vojuše v Albaniji.. Na jadranski obali so naleteli na Liburne, grška naselja in Kelte. Predvsem so bili močni okrog Rizonskega zaliva, čeprav jih Strabon postavlja na področje Neretve.

## Politična vloga Ardijejcev
Ardijejci so postali gonilna sila med Iliri. Ilirska plemenska zveza ob južnem Jadranu je obstajala od konca 5. stoletja pr. n. št. do 2. stoletja pr. n. št., v njej so imela na začetku pomembnejšo vlogo druga plemena, npr. Tavlanti, v 3. stoletju pr. n. št. pa so jo vodili Ardijejci. Govorimo o tako imenovani Ilirski državi, vendar se zdi, da je zares močno državnost uspel oblikovati šele ardijejski voditelj Agron. Ardijejska dinastija se verjetno začne že vsaj s Plevratom I. (okr. 260 pr. n. št.). Agron (okrog 250 pr. n. št.) je sklenil prijateljske vezi z makedonskim vladarjem in obvladoval ozemlje od Neretve do Epirja, na vzhod pa vse do Dardancev (ozemlja na jugu Bosne in Hercegovine, južna Dalmacija, Črna gora in Albanija), središče njegove države pa je bil Rizon (današnji Risan). To pomeni, da je njegova oblast presegla veličino vseh ilirskih kraljev pred njim. Pomemben vidik ardijejskega gospodarstva do njihovega poraza z Rimljani je bilo gusarjenje po Jadranskemu morju, ki je bilo razvito že pod Agronom. Agron je v zavezništvu z Makedonci leta 231 pr. n. št. porazil Etolce, ob vrnitvi domov pa je umrl zaradi pijančevanja.
Njegov sin Pines je bil še mladoleten, zato je s kraljestvom upravljala Pinesova mačeha Teuta. Zdi se, da je Teuta kot ženska svojo oblast ohranjala tako, da je svojim podanikom dopuščala gusarjenje po mili volji, njen vojaški poveljnik Skerdilajd pa je ropal tudi v deželah na jugu. Posledično so trpeli tudi italski trgovci, ko pa se je Teuta lotila še otoka Ise (Vis), so se Grki na pomoč obrnili na Rim. Rim, ki je stremel k osvajanju Balkana, je ardijejsko gusarjenje, ki je ogrožalo grške in italske trgovce, izrabil kot povod za vojno z ardijejsko plemensko zvezo. Teuta je verjetno podcenila rimsko vojaško moč in je tako s svojim nediplomatskim obnašanjem še pospešila rimske priprave na vojno. Ardijejci so doživeli hud poraz, kar je oslabilo njihovo pomorsko moč in trdnost njihove države in povzročilo padec Teute. Regentinjo Teuto je nasledil Agronov brat, regent Skerdilajd, nato pa se je močno okrepil Demetrij Hvarski. Nazadnje se je po Pinesovi smrti do kraljevskega položaja dokopal sam Skerdilajd (212-206 pr. n. št.), ki je bil rimski zaveznik. Oblast je nato z vladarji Plevratom II. (206-180 pr. n. št.) in Gencijem (180-168 pr. n. št.) dedovala Skerdilajdina veja. Plevrat II. je uspel obnoviti precej ilirske moči. Gencij pa je prekinil prijateljske odnose z Rimom, in ko so leta 168 pr. n. št. Rimljani razbili makedonsko-ilirsko zavezništvo, so Ilire dokončno vključili v svojo državo.